# 2009年2月

## 2月27日
- 为期3天的第十四届东盟首脑会议（英語：ASEAN Summit）开始在泰国华欣举行，东南亚国家联盟十国领导人将共商如何进一步推动区域一体化进程，以及携手应对国际金融危机大计。新华网（页面存档备份，存于）
- 爱尔兰银行位于都柏林的一所分行发生一起金额超过700万欧元的劫案，成为爱尔兰历史上最大金额的银行劫案。新浪网（页面存档备份，存于）

## 2月26日
- 一个国际研究小组在肯尼亚北部伊莱瑞特遗址附近的细沙中，发现一个能显示现代人脚步解剖特征和功能的古老脚印。 BBC中文网（页面存档备份，存于） 新华网（页面存档备份，存于）
- 联合国前南斯拉夫问题刑事法庭对前南斯拉夫塞尔维亚共和国总统米卢蒂诺维奇参于1990年代大规模迫害科索沃阿尔巴尼亚人一案作出无罪释放的判决。BBC中文网（页面存档备份，存于）

## 2月25日
- 孟加拉国准军事组织步枪队的成员在首都达卡的步枪队总部发动叛乱，并和政府军警发生枪战，造成约50人死亡。BBC中文网（页面存档备份，存于）新华网（页面存档备份，存于）
- 澳门立法会就《维护国家安全法》法案进行细则性讨论及表决。草案中只有第一至五條出現反對票及在部份條款中的棄權票，其餘均獲一致通過。BBC中文网（页面存档备份，存于）
- 从伊斯坦布尔起飞的土耳其航空TK1951号班机在荷兰阿姆斯特丹降落时坠毁，造成至少10人死亡，50多人受伤。BBC中文网（页面存档备份，存于）新华网 Archive.today的存檔，存档日期2012-07-11新华网（页面存档备份，存于）
- 佳士得在法国巴黎大皇宫举办的拍卖会中，将已故时装设计师圣洛朗所收藏的从中国圆明园流失的两尊兽首铜像鼠首和兔首分别以1400万欧元拍出。新華網（页面存档备份，存于）BBC中文网（页面存档备份，存于）
- 七个国家科学家组成的国际研究小组在日前对南极洲冰盖下隐藏的甘布尔泽夫山脉进行考察，发现其形状和高度与阿尔卑斯山脉相似。国际在线（页面存档备份，存于）

## 2月24日
- 由台湾国立中央大学鹿林天文台观测员和广东中山大学学生在2007年合作发现的鹿林彗星移动到离地球最近的位置，成为一颗肉眼可见的彗星。新华网（页面存档备份，存于）
- 索马里伊斯兰反政府武装在摩加迪沙南部向非洲联盟维和部队的多个营地发动进攻，造成至少18人死亡，77人受伤。新华网（页面存档备份，存于）美国之音中文网

## 2月23日
- 埃及首都開羅市內一間咖啡館發生爆炸，造成1人死亡；22人受傷。警方拘捕2人。香港明報[]

## 2月22日
- 中国山西省古交市一座煤矿发生瓦斯爆炸事故，造成至少74人死亡，114人受伤。新华网（页面存档备份，存于）
- 英国、法国、德国、荷兰以及西班牙的首脑在德国首都柏林聚会，商讨如何对付目前的经济危机。BBC中文网（页面存档备份，存于）
- 在泰国普吉岛举行的东盟和中日韩特别财长会议决定，将筹建中的区域外汇储备基金规模从原定的800亿美元扩大至1200亿美元。BBC中文网（页面存档备份，存于）人民网（页面存档备份，存于）
- 第81届奥斯卡金像奖颁奖典礼在美国洛杉矶柯达剧院举行，英国导演博伊尔执导的影片获得包括最佳影片、最佳导演在内的8个奖项。新华网 Archive.today的存檔，存档日期2013-04-28新华网（页面存档备份，存于）

## 2月20日
- 在波兰克拉科夫举行的北约成员国国防部长会议宣布将向阿富汗派遣更多的士兵。德国之声中文网（页面存档备份，存于）
- 斯里兰卡首都科伦坡晚间遭到反政府武装泰米尔伊拉姆猛虎解放组织（猛虎组织）空袭，一架猛虎组织飞机被击落，另一架飞机被击中后坠落在一座政府建筑上，造成4人死亡，51人受伤。新华网（页面存档备份，存于） BBC中文网（页面存档备份，存于）新华网（页面存档备份，存于）
- 拉脱维亚总理戈德马尼斯宣布辞去政府总理职务，此前，拉脱维亚因受国际金融危机的影响出现严重的经济衰退。新华网 Archive.today的存檔，存档日期2013-04-28

## 2月18日
- 法国在加勒比地区的两个海外领地瓜德罗普和马提尼克从1月开始爆发的罢工和示威游行升级，已造成1名示威者死亡。央视国际（页面存档备份，存于）
- 瑞士最大的银行瑞银集团同意向美国政府支付7.8亿美元，同时呈交部分客户的账户资料，以了结美国政府指控其帮助客户逃税的官司。新华网（页面存档备份，存于）
- 第24届世界大学生冬季运动会在中国哈尔滨开幕，来自44个国家和地区的代表团参加。新华网（页面存档备份，存于）
- 中国卫生部发布报告，2008年前3季度在中国共有6897人死于艾滋病，首次超过肺结核和狂犬病，成为中国死亡率最高的传染病。德国之声中文网（页面存档备份，存于）

## 2月17日
- 美国总统奥巴马在科罗拉多州丹佛签署总额为7870亿美元的经济刺激计划，成为二战以来美国政府最庞大的开支计划。新华网（页面存档备份，存于）

## 2月16日
- 英国海军证实，本月初（2月4日）英国核潜艇“前卫号”和法国核潜艇“凯旋号”在大西洋中部航行时发生碰撞，并导致潜艇发生不同程度的损坏，但没有造成人员伤亡。 維基新聞、新华网（页面存档备份，存于）

## 2月15日
- 委内瑞拉举行关于取消选举产生的官员和议员连任次数限制的修宪案的全民公投并获得通过，意味着已执政10年的总统查韦斯在2012年仍可寻求连任。 新华网1（页面存档备份，存于） 新华网2

## 2月14日
- 第59届柏林国际电影节在德国柏林落幕，西班牙导演克劳迪娅·略萨执导的西班牙和秘鲁合拍影片《伤心的奶水》获得金熊奖。新华网（页面存档备份，存于）

## 2月13日
- 俄国边防巡逻船在公海炮击擅自离港的塞拉利昂籍中国货船“新星”号。

## 2月12日
- 由新泽西州纽瓦克飞往纽约州布法罗的美国大陆航空3407号班机在布法罗坠毁，共造成50人死亡。新华网（页面存档备份，存于）
- 德国研究人员公布他们绘制的在约3万年前灭绝的、曾统治欧洲大陆的古人类尼安德特人的基因组草图。新华网（页面存档备份，存于）

## 2月11日
- 美国一颗商业通信卫星铱卫星与俄罗斯一颗已报废的军用通信卫星在西伯利亚上空发生碰撞，这是人类有史以来首次近地轨道卫星碰撞事件。人民网（页面存档备份，存于）
- 津巴布韦主要反对党争取民主变革运动领袖茨万吉拉伊在首都哈拉雷正式宣誓就任联合政府总理。新华网

## 2月9日
- 北京市的中央電視台北面新大樓（文華東方酒店）發生大火，整棟44層樓高的建築物付之一炬。紐約時報（New York Times）（页面存档备份，存于）
- 元宵節，亦出現半影月食。同時，月球出現52年來最大及最圓。新華網（页面存档备份，存于）
- 澳大利亚维多利亚州持续多日的森林大火已造成至少131人死亡，成为澳大利亚历史上死亡人数最多的一次火灾事故。国际在线（页面存档备份，存于）新华网（页面存档备份，存于）
- 香港的暫准駕駛執照(P牌)制度擴展至私家車(1號牌)及輕型貨車(2號牌)。

## 2月8日
- 第51届格莱美奖颁奖典礼在美国洛杉矶斯台普斯中心举行，普兰特和克劳斯共同获得包括年度最佳专辑奖、最佳唱片奖在内的5个奖项。新华网（页面存档备份，存于）

## 2月7日
- 马达加斯加反对派领导人拉乔利纳率领的反政府示威者在首都塔那那利佛遭到忠于总统拉瓦卢马纳纳的安全部队的开火，导致至少30人死亡。新华网（页面存档备份，存于）BBC中文网（页面存档备份，存于）

## 2月6日
- 英國和愛爾蘭遭遇18年來最大的降雪，導致两国交通系统大面积瘫痪，並有3000多所學校停課。泰晤士報[]、BBC（页面存档备份，存于）

## 2月5日
- 柏林国际电影节揭幕。本届柏林国际电影节的评委主席是苏格兰演员和奥斯卡奖得主蒂尔达·斯文顿。德国之声中文网（页面存档备份，存于）
- 英格兰银行再度减息半个百分点，基准利率降到1%，这是300多年前英格兰银行建行以来新的最低水平。BBC中文网（页面存档备份，存于）
- 科学家在《自然》杂志上发表研究报告称，在哥伦比亚发现史上最大的蛇、长达约13米的泰坦巨蟒的化石。新华网（页面存档备份，存于）BBC中文网（页面存档备份，存于）美国之音中文网（页面存档备份，存于）

## 2月3日
- 伊朗用使者2号火箭将首颗自制的希望号科研卫星成功送入太空轨道。新华网（页面存档备份，存于）

## 2月2日
- 正在英國訪問的中華人民共和國國務院總理溫家寶在劍橋大學演說時遭人擲鞋。泰晤士報[]
- 曾在北京奥运会夺得八枚金牌的游泳运动员菲尔普斯承认吸食大麻。新华网（页面存档备份，存于）
- 日本中部地区的浅间火山爆发，部分影响东京都。中新网（页面存档备份，存于）

## 2月1日
- 《大英百科全書》推出了新的線上版，允許使用者提供及編輯內容。自由電子報
- 德國總理梅克爾倡議成立聯合國經濟理事會。中央通訊社
- 伊拉克十八個省之中的十四個舉行議會選舉，投票率達51%。法新社（页面存档备份，存于）
- 在肯尼亚首都内罗毕附近，一辆運油卡車在失控翻侧后不久发生爆炸事故，导致前来争抢石油的111人死亡，200多人受傷。路透社国际在线（页面存档备份，存于）星岛环球网（页面存档备份，存于）
- 西班牙运动员纳达尔在2009年澳大利亚网球公开赛男单决赛中以3比2战胜了瑞士运动员费德勒获得冠军。新华网（页面存档备份，存于）
- 基里尔一世在俄罗斯莫斯科救世主大教堂正式就任莫斯科和全俄东正教大牧首。环球网（页面存档备份，存于）
- 冰岛新任总理西尔扎多蒂走马上任，她是世界上首位公开承认自己是同性恋的总理。BBC中文网（页面存档备份，存于）
- 俄羅斯多個包括首都莫斯科和海參崴等城市爆發示威，抗議政府解決經濟危機不力。BBC（页面存档备份，存于）